# Trissernis prasinoscia
Trissernis prasinoscia là một loài bướm đêm trong họ Noctuidae.